# 後藤祐乗

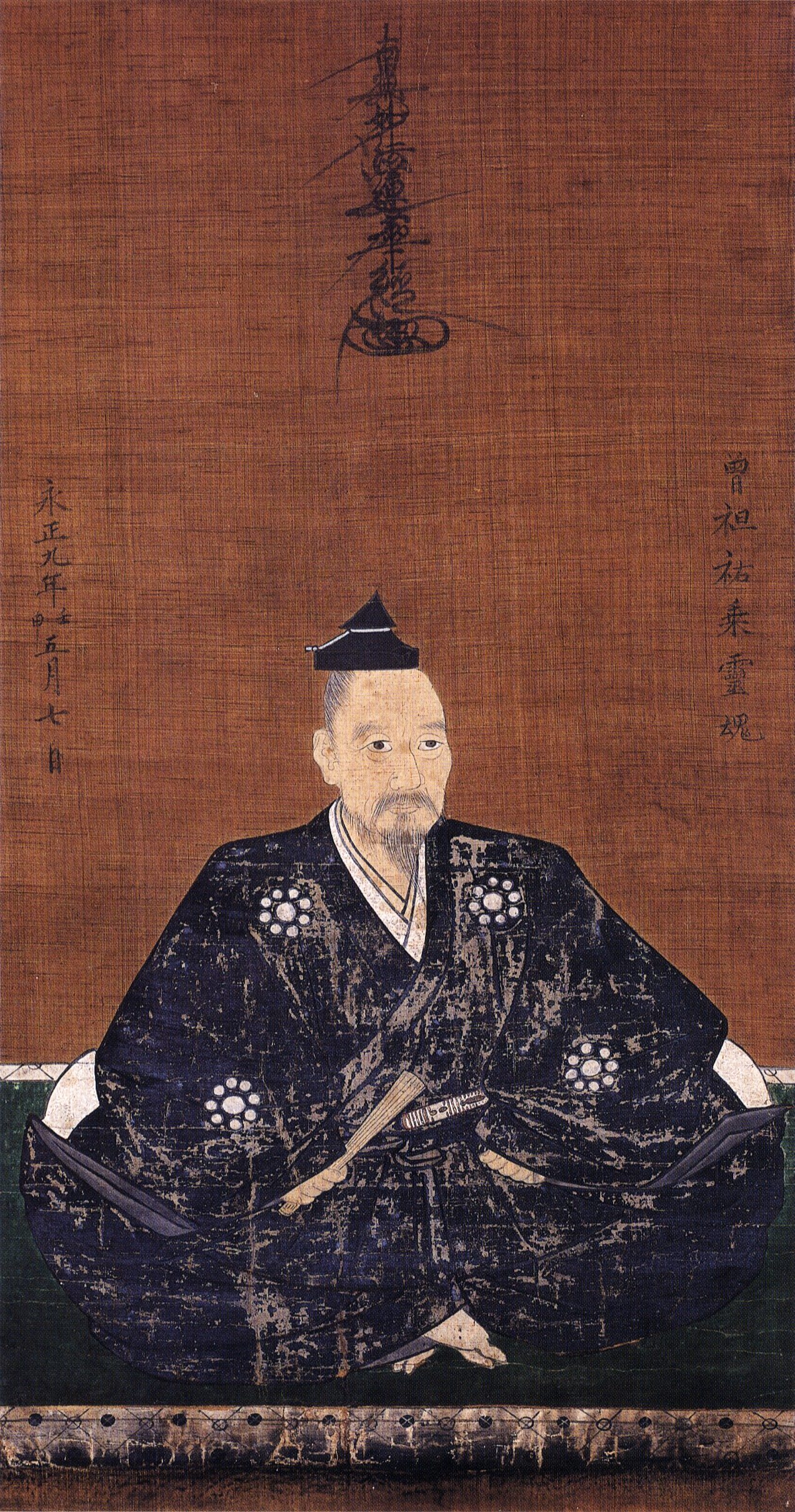
後藤祐乗像（個人蔵、重要美術品

後藤 祐乗（ごとう ゆうじょう、永享12年（1440年） - 永正9年5月7日（1512年6月20日））は、室町時代の金工家であり、装剣金工の後藤四郎兵衛家の祖。

## 来歴
藤原利仁の後裔ともされる後藤基綱の子。諱は正奥、幼名は経光丸、通称は四郎兵衛。祐乗は剃髪入道してからの法号であるらしく、一説に祐乗法印と称したという。子に彦四郎（早世）・宗乗（後藤家2代）などがいる。
美濃国の出身。後藤家の所伝によると、初め将軍・足利義政側近の軍士として仕えていたが、18歳の時に同僚からの讒言を受けたために入獄し、獄士に請うて小刀と桃の木を得て神輿船14艘・猿63匹を刻んで見せたところ、その出来栄えに感嘆した義政によって赦免され、装剣金工を業とするように命じられたと伝えられる。また、足利家から近江国坂本に領地300町を与えられた他、後花園天皇から従五位下・右衛門尉に叙任されたという。永正9年（1512年）5月7日に73歳で病没し、上品蓮台寺に葬られた。

## 作品
現存する祐乗の作品には自署在銘のものはなく、無銘または後代の極め銘のものばかりであるが、小柄（こづか）・笄（こうがい）・目貫（めぬき）の三所物（みところもの）が主で、良質な金・赤銅の地金に龍・獅子などの文様を絵師・狩野元信の下絵によって魚々子地に高肉彫で表したものが多い。祐乗の彫刻は刀装具という一定の規格のなかで、細緻な文様を施し装飾効果をあげるというもので、以後17代にわたる大判座および分銅座の後藤家だけでなく、江戸時代における金工にも大きな影響を与えた。代々乗を通字として用いた。

## 代表作
「獅子牡丹造小さ刀拵」（前田育徳会蔵、重要文化財）がある。